# 愛沙尼亞輔警
爱沙尼亚辅助警察（爱沙尼亚语：Eesti kaitsepataljonid）是一支在第二次世界大战期间协助纳粹德国的爱沙尼亚警察单位。
在北方集團軍司令威廉·馮·里布的命令下，波罗的海国家公民获准加入德意志國防軍，被整编为志愿营，执行安保任务，爱沙尼亚辅警组建于1941年8月25日。爱沙尼亚辅警营主要在陆军集团军后方区域指挥部的管辖范围内活动。塔林攻勢期間，愛沙尼亞輔警遭到重大損失，不久被裁撤。